# Heorhij Gongadse

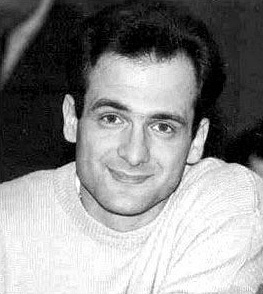
Heorhij Gongadse

Heorhij Ruslanowytsch Gongadse (ukrainisch Георгій Русланович Ґонґадзе, wiss. Transliteration Heorhij Ruslanovyč Gongadze, georgisch გიორგი რუსლანის ძე ღონღაძე/Giorgi Ruslanis dse Gongadse, russisch Георгий Русланович Гонгадзе/Georgi Ruslanowitsch Gongadse; * 21. Mai 1969 in Tiflis, Georgische SSR; † vermutlich 16. September 2000) war ein georgisch-ukrainischer Journalist sowie der Gründer und Herausgeber der Internetzeitung Ukrajinska Prawda. Er verschwand am 16. September 2000; am 2. November desselben Jahres wurde sein enthaupteter Leichnam in der Oblast Kiew nahe der Stadt Taraschtscha aufgefunden.

## Biographie

### Herkunft
Gongadses Vater Ruslan Gongadse war Georgier, hatte aber auch französische und deutsche Vorfahren. Er hatte Architektur studiert, machte sich später einen Namen als Dokumentarfilmer. Gongadses Mutter Olexandra (geborene Kortschak) stammt aus Lemberg (Lwiw). Die Eltern waren geschieden.

### Ausbildung und Engagement
Gongadse begann nach dem Schulabschluss ein Abendstudium am Fremdspracheninstitut Tiflis. 1987 bis 1989 leistete er seinen Wehrdienst in Afghanistan – es waren die letzten beiden Jahre des Afghanistan-Krieges, den die Sowjetunion seit 1979 führte.
Nach seiner Rückkehr nach Tiflis erlebte Gongadse im April 1989 die gewaltsame Niederschlagung einer Protestdemonstration durch sowjetische Sicherheitskräfte mit, bei der 20 Georgier getötet wurden. Empört von den Vorfällen, und dem Vorbild seines Vaters folgend, der der Vorsitzende der Nationaldemokratischen Partei Georgiens war, widmete sich Gongadse der politischen Arbeit: er wurde zunächst Leiter der PR-Abteilung der Volksfront Georgiens.

### Karriere
Im Herbst 1989 zog Gongadse ins ukrainische Lemberg, wo er sein Fremdsprachenstudium an der Iwan-Franko-Universität fortsetzte. Er beteiligte sich in Lemberg aktiv am gesellschaftlichen Leben, arbeitete in der Bewegung Ruch und einer Studentenvereinigung mit und gründete das georgische Kulturzentrum Bagrationi (Баґратіоні).
Eine erste Ehe mit der Ukrainerin Marjana Spychalska dauerte nicht lange an.
Als in Georgien Swiad Gamsachurdias Regime zunehmend autoritärer und undemokratischer wurde, stand Gongadse auf einer Liste von Volksfeinden als Nr. 28. 1991 kam es in Tiflis zum Putsch gegen den Präsidenten. Gongadse kehrte in seine Heimat zurück, um sich am Prozess des Regimewechsels zu beteiligen.
Nach dem Sieg der Putschisten und dem Beginn der Ära Schewardnadse in Georgien ging er 1992 zurück nach Lemberg und begann mit der Produktion von Dokumentarfilmen.
Als er 1993 – kurz nach dem Tod seines Vaters – nach Georgien fuhr, plante er eine Dokumentation über den Abchasienkonflikt. Nach kurzer Zeit entschied er sich jedoch, die Kamera aus der Hand zu legen und zur Waffe zu greifen. Bei einem Kampf wurde er durch 26 Granatsplitter schwer verletzt und nach Sochumi ausgeflogen, kurz bevor die Stadt an Abchasien fiel. Die georgischen Streitkräfte erlitten eine schwere Niederlage in dem Konflikt (siehe auch: Geschichte Georgiens#Zweite Republik).
In den Jahren 1993 bis 1994 hatte Gongadse eine eigene Sendung für das Lemberger Lokalfernsehen und war für die Gesellschaft Zentrum Europas tätig. Außerdem war er Mitarbeiter der Zeitung Post-Postup (Nach dem Fortschritt). In dieser Zeit und den Folgejahren bis 1996 entstanden mehrere Dokumentarfilme, von denen einige im ukrainischen Fernsehen ausgestrahlt wurden.
1995 heiratete Heorhij Gongadse in Lemberg Myroslawa Petryschyn; die beiden zogen nach Kiew und arbeiteten bis 1998 für verschiedene Fernsehproduktionen. 1998 bis 1999 war er arbeitslos.

### Tod
Mit dem Beginn des Präsidentschaftswahlkampfes 1999, der zur Wiederwahl Leonid Kutschmas führte, startete Gongadse eine tägliche Live-Radiosendung beim Sender Kontinent mit dem Titel Die erste [Wahl-]Runde mit Heorhij Gongadse, woraufhin binnen kurzer Zeit Drohanrufe an die Sendeleitung eingingen.

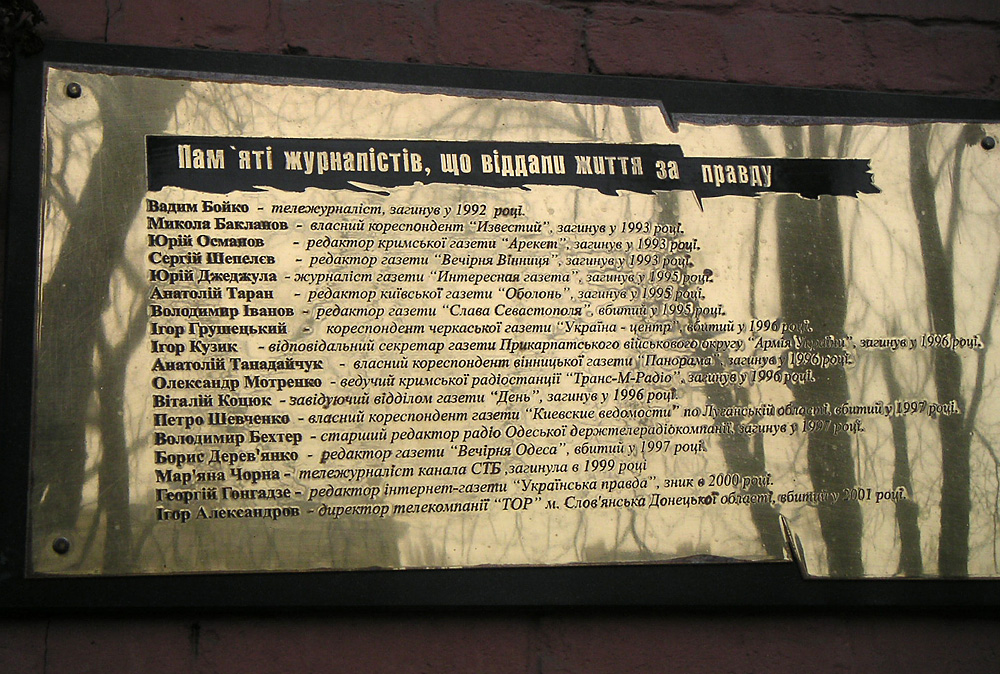
Gedenktafel in Kiew am Haus der Journalisten: „Gedenken an Journalisten, die ihr Leben für die Wahrheit ließen“

Am 17. April 2000 erschien die erste Ausgabe der Internetzeitung Ukrajinska Prawda, in der Gongadse unter anderem investigativ-journalistische Berichte über den Präsidenten der Ukraine Leonid Kutschma und die Personen in seiner Umgebung veröffentlichte. Das Medium Internet war zu diesem Zeitpunkt in der Ukraine nur wenig verbreitet, der Server verzeichnete in diesen Monaten pro Tag etwa 3000 Besucher.
Im Juni desselben Jahres unterstützte der Journalist den Bürgermeisterwahlkampf von Wolodymyr Wachowskyj in Winnyzja, den dieser gewann. Zur gleichen Zeit bemerkte der Journalist zum ersten Mal, dass er verfolgt und überwacht wurde und meldete dies am 14. Juli offiziell beim Innenministerium, wo man seinen Bericht entgegennahm.
Am 16. September 2000 um 22.30 Uhr verließ Gongadse seinen Arbeitsplatz, kam aber nie zu Hause an. Bereits sein bloßes Verschwinden löste große Beunruhigung in der Öffentlichkeit aus.
Am 2. November 2000 bestätigten sich die Befürchtungen. In einem Wald 40 km außerhalb der ukrainischen Hauptstadt wurde eine enthauptete Leiche aufgefunden, bei der es sich laut Experten um Gongadse hätte handeln können. Die Identifizierung gestaltete sich schwierig, da die Leiche zusätzlich mit Säure übergossen oder verbrannt worden war. Unter anderem die in der Hand verbliebenen Granatsplitter aus dem Krieg in Abchasien halfen bei der Identifizierung. Die Leiche wurde durch die Behörden erst zwei Jahre später zur Bestattung freigegeben. Die sterblichen Überreste wurden jahrelang in einer Leichenhalle aufbewahrt. Damals erklärte Heorhijs Familie, dass der Fall erst dann erledigt sei, wenn die Auftraggeber des Mordes verurteilt seien.
Ein Bruchstück eines menschlichen Schädels, das von Gongadse stammen soll, wurde im Juli 2009 gefunden.
Beerdigt wurde der Journalist im März 2016 in Kiew.

## „Kassetten-Skandal“
Am 28. November 2000 veröffentlichte der Parlamentsabgeordnete und Vorsitzende der Sozialistischen Partei Oleksandr Moros mutmaßlich von einem Geheimdienstmitarbeiter aufgenommene Tonbandaufnahmen, aus denen unter anderem die Planung des Mordes an Gongadse hervorging.
Als Teilnehmer des mitgeschnittenen Gesprächs wurden Präsident Leonid Kutschma, Innenminister Jurij Krawtschenko sowie der Leiter der Präsidialverwaltung, Wolodymyr Lytwyn, angenommen. Kutschma bestritt die Vorwürfe. Der Fall Gongadse zog weite juristische und politische Kreise und verschlechterte innen- und außenpolitisch das Ansehen von Leonid Kutschma. In Kiew fanden größere Demonstrationen gegen den Präsidenten und zum Andenken an Heorhij Gongadse statt. In der Ukraine wird der Vorfall seitdem Kassetten-Skandal genannt; die genauen Umstände des Mordes wurden in der Amtszeit von Präsident Kutschma nicht geklärt.
Gongadses Witwe Myroslawa und ihre zwei Kinder haben politisches Asyl in den USA erhalten.

### Neue Ermittlungen
Im Januar 2005 kündigte der neu gewählte Präsident Wiktor Juschtschenko vor der Parlamentarischen Versammlung des Europarats an, den Mordfall von der Generalstaatsanwaltschaft neu untersuchen zu lassen. Bereits Anfang März erklärte die Staatsanwaltschaft, sie habe zwei Angehörige der Sicherheitskräfte als mutmaßliche Mörder Gongadses festgenommen und die Auftraggeber identifiziert. Die Staatsanwaltschaft wollte am 4. März Krawtschenko, der bis 2001 Innenminister war, als Zeuge vernehmen; wenige Stunden vor dem Termin wurde er jedoch tot in seinem Sommerhaus bei Kiew aufgefunden.
Drei Jahre danach, im März 2008, wurden drei ehemalige Polizisten wegen Beteiligung am Mord an Gongadse zu langjährigen Haftstrafen verurteilt. Jedoch blieben die Hintermänner unbekannt und der mutmaßliche Haupttäter, der seit 2003 steckbrieflich gesuchte Polizeigeneral Oleksij Pukatsch, auf freiem Fuß. Pukatsch konnte schließlich im Juli 2009 in einem Dorf bei Schytomyr festgenommen werden. Im September 2010 teilte die Staatsanwaltschaft mit, dass die Ermittlungen gegen Pukatsch auf Krawtschenko als Auftraggeber des Mordes hinwiesen. Vor Gericht nannte Pukatsch im August 2011 neben Krawtschenko auch Lytwyn und Nikolai Dschiga (zum Zeitpunkt des Mordes Erster Stellvertreter von Krawtschenko) als Auftraggeber, Krawtschenko habe sich auf eine Anweisung von Präsident Kutschma berufen. Am 29. Januar 2013 wurde Pukatsch in Kiew zu einer lebenslangen Haftstrafe verurteilt. Während des Prozesses hatte er weiterhin ausgesagt, den Auftrag Gongadse zu ermorden von Krawtschenko erhalten zu haben, er blieb auch bei seiner Aussage, Kutschma und Lytwyn seien Hintermänner der Tat gewesen.
Bereits im März 2011 hatte die Kiewer Generalstaatsanwaltschaft beschlossen, gegen Kutschma ein Ermittlungsverfahren einzuleiten. Der Vorwurf lautete auf „Amtsmissbrauch“ und Erteilung „illegaler Befehle“, die „zum Mord an dem Journalisten geführt haben“. Ein Stadtgericht in Kiew stellte das Verfahren im Dezember 2011 ein mit der Begründung, es lägen keine ausreichenden Beweise zur Anklageerhebung vor. Die Tonbandaufnahmen ließ das Gericht als Beweismittel nicht zu, da sie illegal erstellt worden seien. Die Anwältin von Gongadses Witwe sowie die Staatsanwaltschaft wollen Rekurs einlegen.